# Young & Free
"Young & Free" é uma canção interpretada pelos artistas musicais Xiumin e Mark. Foi lançada em 7 de julho de 2017 pela S.M. Entertainment através do SM Station Season 2.

## Antecedentes e lançamento
Em 29 de junho 2017, a S.M. Entertainment anunciou que Xiumin e Mark colaborarão em uma faixa para o SM Station intitulada "Young & Free", que será lançada em 7 de julho. A agência também lançou um videoclipe dos dois apresentando a canção em sua página oficial no Twitter.
Em 30 de junho, a S.M. afirmou que a dupla performaria a música ao vivo durante o concerto da SM Town no dia 8 de julho. No mesmo dia, fotos dos dois artistas foram lançadas através da página oficial no Twitter da agência.
Produzida por Willie Weeks, "Young & Free" é descrita como uma música vibrante dos anos 90, com melodias retro de piano e sons de baixo, com uma melodia animada que caracteriza o canto de Xiumin e o rap de Mark. As letras da música falam sobre como viver o momento.

## Vídeo musical
Lançado em 7 de julho, o vídeo musical de "Young & Free" apresenta Xiumin e Mark no que aparece com um estúdio fotográfico onde eles brincam e dançam "livremente". No final do vídeo musical, a dupla termina em uma floresta.

## Lista de faixas
| N.º            | Título                 | Letras                 | Música                                     | Arranjo        | Duração |  |
| 1.             | "Young & Free"         | Jo Yoon-kyung Mark Lee | Andreas Öberg Drew Ryan Scott Willie Weeks | Willie Weeks   | 3:22    |  |
| 2.             | "Young & Free" (Inst.) |                        | Andreas Öberg Drew Ryan Scott Willie Weeks | Willie Weeks   | 3:22    |  |
| Duração total: | Duração total:         | Duração total:         | Duração total:                             | Duração total: | 6:44    |  |

## Gráficos
| Gráfico (2017)                     | Melhores posições |
| ---------------------------------- | ----------------- |
| South Korean singles (Gaon)        | 31                |
| US World Digital Songs (Billboard) | 6                 |

## Vendas
| Gráfico                            | Vendas  |
| ---------------------------------- | ------- |
| South Korean download sales (Gaon) | 72,133+ |

## Histórico de lançamento
| Região        | Data            | Formato          | Gravadora                      |
| ------------- | --------------- | ---------------- | ------------------------------ |
| Mundialmente  | 7 de julho 2017 | Download digital | S.M. Entertainment             |
| Coreia do Sul | 7 de julho 2017 | Download digital | S.M. Entertainment Genie Music |